# Dr. Kawashima's Brain Training: How Old Is Your Brain?
Dr. Kawashima's Brain Training: How Old Is Your Brain?, kendt i Nord-Amerika som Brain Age: Train Your Brain in Minutes a Day!, er et puzzlespil udviklet og udgivet af Nintendo til Nintendo DS. Det blev udgivet i Japan den 19. maj 2005 og året efter i Nord-Amerika og Europa. Spillet blev tilgængeligt på Nintendo eShop til Wii U i Japan den 3. juni 2014 og i Europa den 12. juni 2014. Det var distribueret gratis frem til 30. juni 2014 i Japan og 10. juli i Europa, og har været tilgængeligt for køb i Europa siden 25. juni 2015. Brain Training blev efterfulgt af More Brain Training from Dr. Kawashima: How Old Is Your Brain? til Nintendo DS og dernæst Dr. Kawashima's Devilish Brain Training: Can You Stay Focused? til Nintendo 3DS.
Brain Training er udviklet til at spilles dagligt i korte sessioner, i lighed med spil som Animal Crossing: Wild World og Nintendogs. Spilleren holder Nintendo DS-konsollen på siden, hvor pegeskærmen enten ligger til højre for højrehåndede personer eller til venstre for venstrehåndede. Spillet styres udelukkende af pegeskærmen og mikrofonen, og spilleren svarer på opgaver enten ved at skrive på skærmen eller tale til mikrofonen. 
Brain Training indeholder flere typer aktiviteter, blandt andet matematiske spørgsmål og sudoku-gåder, med hensigt at stimulere ulige områder af hjernen. Før man kan begynde spillet, må man opgive information om hvilken hånd man skriver med og fødselsdato. Spilleren løser derefter forskellige opgaver og spillet afgør tilstanden til spillerens hjerne, hvis præsenteres af spillet som en alder, "Brain Age", der kan variere mellem 20 til 80 år afhængig af spillerens præstation.
Brain Training blev markedsført som en del af Touch! Generations-serien, en serie af spil rettet mod grupper der traditionelt ikke spiller computerspil. Spillet har været en kommerciel succes og har solgt over 19 millioner kopier. Det har været enkelte uoverensstemmelser om spillets videnskabelige effektivitet.